# Ilex wandoensis
Ilex wandoensis är en järneksväxtart som beskrevs av C.F.Mill. och M.Kim. Ilex wandoensis ingår i släktet järnekar, och familjen järneksväxter. Inga underarter finns listade i Catalogue of Life.